# Chris Hemsworth
Christopher Hemsworth (Melbourne, 11 agosto 1983) è un attore australiano, noto al grande pubblico per aver interpretato il ruolo di Thor nei film del Marvel Cinematic Universe.

## Biografia

### Infanzia e gioventù
Chris Hemsworth è cresciuto tra Melbourne e Bulman (piccolo centro abitato a 400 km a sud-est di Darwin), figlio di Craig, un amministratore dei servizi sociali, e Leonie, un'insegnante di inglese, e secondo di tre figli. I due fratelli, Luke e Liam, sono entrambi attori. Con la famiglia si trasferisce durante l'adolescenza a Phillip Island, nello stato di Victoria. Dopo gli studi alla Heathmont Secondary College di Melbourne, comincia a lavorare in produzioni televisive e ottiene in poco tempo alcuni ruoli minori.

### Primi ruoli
Nel 2002 Hemsworth recita in due episodi della serie televisiva fantasy Ginevra Jones, interpretando il ruolo di Re Artù; nello stesso periodo è chiamato per comparire nelle soap opere Neighbours e Marshall Law. Chris continua a interpretare ruoli di poco rilievo fino a che, nel 2004, fa un provino per entrare nel cast della soap opera Home and Away, dove ha interpretato il personal trainer Kim Hyde fino al 3 luglio 2007, per un totale di 171 episodi.
Lasciata la soap opera partecipa all'edizione australiana di Dancing with the Stars, equivalente di Ballando con le stelle, dove si è esibito con la ballerina professionista Abbey Ross: la stagione ha esordito il 26 settembre 2006, e dopo sei settimane, Hemsworth è stato eliminato il 7 novembre dello stesso anno. Successivamente recita in film come A Perfect Getaway - Una perfetta via di fuga di David Twohy e Cash Game - Paga o muori con Sean Bean. Ha partecipato ai provini di X-Men le origini - Wolverine per il ruolo di Gambit (poi andato a Taylor Kitsch) e G.I. Joe - La nascita dei Cobra per il casting di Duke (vinto da Channing Tatum).
Nel 2009 recita nel primo film della Kelvin Timeline, reboot della saga di Star Trek, per opera di J.J. Abrams. Chris Hemsworth vi interpreta il personaggio di George Samuel Kirk, padre del futuro capitano dell'Enterprise James T. Kirk, e qui capitano della USS Kelvin, nave della Flotta Stellare che viene distrutta dal Romulano Nero, capitano della Narada, un'astronave che ha viaggiato indietro nel tempo alla ricerca di Spock.

### Thore il successo internazionale

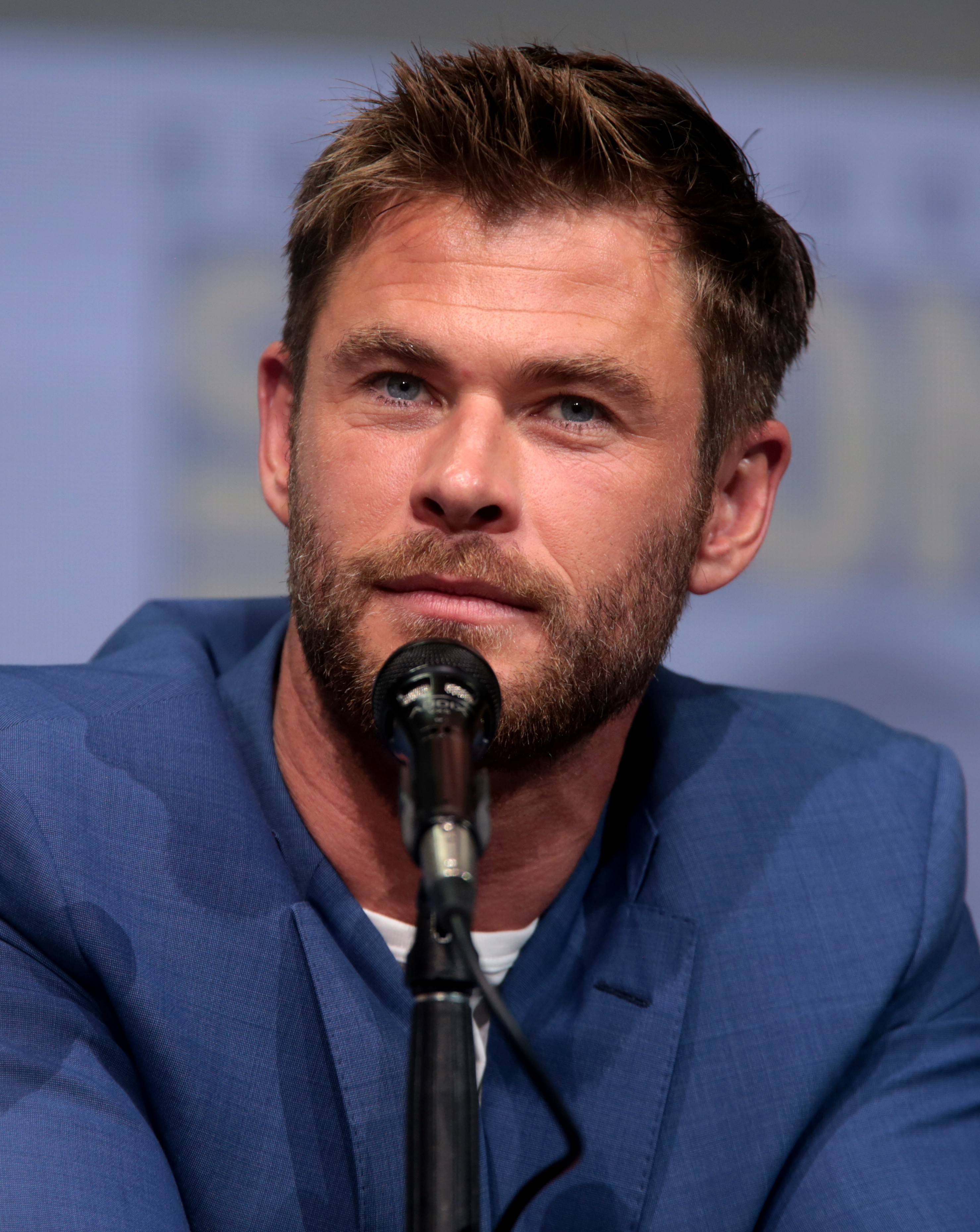
Chris Hemsworth nel 2017

Chris Hemsworth incontra il successo mondiale nel 2011, quando ottiene il ruolo dell'iconico eroe della Marvel Comics Thor nell'adattamento cinematografico Thor di Kenneth Branagh. Per ottenere la parte, l'attore ha dichiarato che ha dovuto sottoporsi a un allenamento di tre mesi e mettere su 10 chili di muscoli in più. Ha ripreso il ruolo del dio del tuono nei film The Avengers (2012), Thor: The Dark World (2013), Avengers: Age of Ultron (2015), Thor: Ragnarok (2017), Avengers: Infinity War (2018), Avengers: Endgame (2019) e Thor: Love and Thunder (2022). Ha inoltre recitato in Biancaneve e il cacciatore per la regia di Rupert Sanders, uscito nelle sale nel 2012, vestendo i panni del Cacciatore, inviato dalla regina per uccidere Biancaneve. Nel 2016 ha interpretato lo stesso ruolo nel prequel/spin-off che lo vede protagonista, Il cacciatore e la regina di ghiaccio, accanto a Jessica Chastain, Charlize Theron e Emily Blunt.
La sua carriera ha un'altra svolta quando partecipa, nel 2013, al film Rush del regista Ron Howard, in cui interpreta il celebre pilota inglese James Hunt, eterno rivale dell'austriaco Niki Lauda, interpretato nel film da Daniel Brühl. La rivista statunitense People nel novembre 2014 lo elegge «uomo più sexy del mondo». Nel 2015 interpreta Owen Chase, il primo ufficiale della baleniera Essex nell'adattamento cinematografico della vicenda che ispirò la stesura del celebre romanzo Moby Dick, Heart of the Sea - Le origini di Moby Dick di Ron Howard. L'anno dopo recita nel reboot di Ghostbusters diretto da Paul Feig, affiancato da Melissa McCarthy, Kristen Wiig, Kate McKinnon e Leslie Jones e partecipa al cinecomic Doctor Strange del regista Scott Derrickson, dove torna a interpretare Thor per un breve cameo dopo i titoli di coda (che preannuncia l'uscita di Thor: Ragnarok).
Nel 2019 è nel cast di Men in Black: International, al fianco di Tessa Thompson (con cui aveva lavorato in Thor: Ragnarok) e Liam Neeson. Nel 2021 presta la voce in un cameo vocale a Throg in Loki e doppia Thor nella serie animata What If...?. Nel 2022 è protagonista del film di Netflix Spiderhead, thriller distopico tratto da un racconto di George Saunders, che lo vede nel ruolo del direttore di un penitenziario del futuro. La pellicola viene distribuita dalla piattaforma a partire dal 17 giugno.

## Vita privata
Il 28 dicembre 2010 sposa l'attrice Elsa Pataky. La coppia ha avuto tre figli: India Rose, nata a Londra l'11 maggio 2012, e i gemelli Tristan e Sasha, nati a Los Angeles il 18 marzo 2014.
Il 23 novembre 2022 esprime la sua volontà di concedersi una pausa dalle scene dopo aver scoperto di avere una predisposizione genetica all'Alzheimer, in modo da dedicare più tempo alla propria famiglia.

## Filmografia

### Attore

#### Cinema
- Star Trek, regia di J. J. Abrams (2009)
- A Perfect Getaway - Una perfetta via di fuga, regia di David Twohy (2009)
- Cash Game - Paga o muori (Cash), regia di Stephen Milburn Anderson (2010)
- Ollie Klublershturf vs. the Nazis, regia di Skot Bright - cortometraggio (2010)
- Talk About It!, regia di Crafty St. James - cortometraggio (2011)
- Thor, regia di Kenneth Branagh (2011) – Thor
- Quella casa nel bosco (The Cabin in the Woods), regia di Drew Goddard (2012)
- The Avengers, regia di Joss Whedon (2012) – Thor
- Biancaneve e il cacciatore (Snow White & the Huntsman), regia di Rupert Sanders (2012)
- Red Dawn - Alba rossa (Red Dawn), regia di Dan Bradley (2012)
- Rush, regia di Ron Howard (2013)
- Thor: The Dark World, regia di Alan Taylor (2013) – Thor
- Blackhat, regia di Michael Mann (2015)
- Avengers: Age of Ultron, regia di Joss Whedon (2015) – Thor
- Come ti rovino le vacanze (Vacation), regia di John Francis Daley e Jonathan Goldstein (2015)
- Heart of the Sea - Le origini di Moby Dick (In the Heart of the Sea), regia di Ron Howard (2015)
- Il cacciatore e la regina di ghiaccio (The Huntsman: Winter's War), regia di Cedric Nicolas-Troyan (2016)
- Ghostbusters, regia di Paul Feig (2016)
- Team Thor, regia di Taika Waititi - cortometraggio direct-to-video (2016) – Thor
- Doctor Strange, regia di Scott Derrickson (2016) – Thor
- Team Thor: Part 2, regia di Taika Waititi - cortometraggio direct-to-video (2017) – Thor
- Thor: Ragnarok, regia di Taika Waititi (2017) – Thor
- 12 Soldiers (12 Strong), regia di Nicolai Fuglsig (2018)
- Tourism Australia: Dundee - The Son of a Legend Return Home, regia di Steve Rogers - cortometraggio direct-to-video (2018)
- Avengers: Infinity War, regia di Anthony e Joe Russo (2018) – Thor
- 7 sconosciuti a El Royale (Bad Times at the El Royale), regia di Drew Goddard (2018)
- Avengers: Endgame, regia di Anthony e Joe Russo (2019) – Thor
- Men in Black: International, regia di F. Gary Gray (2019)
- Jay e Silent Bob - Ritorno a Hollywood (Jay and Silent Bob Reboot), regia di Kevin Smith (2019)
- Tyler Rake (Extraction), regia di Sam Hargrave (2020)
- Interceptor, regia di Matthew Reilly (2022)
- Spiderhead, regia di Joseph Kosinski (2022)
- Thor: Love and Thunder, regia di Taika Waititi (2022) – Thor
- Tyler Rake 2 (Extraction 2), regia di Sam Hargrave (2023)
- Furiosa: A Mad Max Saga, regia di George Miller (2024)
- Supercell's Squad Busters: Squad Up!, regia di Jody Hill - cortometraggio direct-to-video (2024)
- Come Dine with Me - direct-to-video (2024)

#### Televisione
- Ginevra Jones (Guinevere Jones) – serie TV, episodi 1x01-1x09 (2002)
- Neighbours – soap opera, 1 puntata (2002)
- Marshall Law – serie TV, episodio 1x11 (2002)
- Saddle Club (The Saddle Club) – serie TV, episodio 2x17 (2003)
- Fergus McPhail – serie TV, episodio 1x08 (2004)
- Home and Away – soap opera, 148 puntate (2004-2007)
- James and the Giant Peach with Taika and Friends - miniserie TV, episodio 1x01 (2020)
- Shark Beach with Chris Hemsworth, regia di Sally Aitken - documentario (2021)
- Limitless con Chris Hemsworth (Limitless with Chris Hemsworth) – serie TV, 6 episodi (2022)

### Doppiatore

#### Cinema
- Into Darkness - Star Trek (Star Trek Into Darkness), regia di J. J. Abrams (2013)
- Transformers One, regia di Josh Cooley (2024)

#### Televisione
- Loki - serie televisiva, episodio 1x05 (2021) – non accreditato; Thor
- What If...? - serie animata, 6 episodi (2021-2023) – Thor

#### Videogiochi
- Thor: God of Thunder, regia di Michael McCormick e Robert Taylor (2011)
- Ghostbusters VR: Now Hiring - videogioco

### Produttore

#### Cinema
- Andy Irons: Kissed by God, regia di Steve Jones, Todd Jones e Josh Taft - documentario (2018)
- Tyler Rake (Extraction), regia di Sam Hargrave (2020)
- Interceptor, regia di Matthew Reilly (2022)
- Spiderhead, regia di Joseph Kosinski (2022)
- Thor: Love and Thunder, regia di Taika Waititi (2022)
- Tyler Rake 2 (Extraction 2), regia di Sam Hargrave (2023)

#### Televisione
- Shark Beach with Chris Hemsworth, regia di Sally Aitken - speciale TV (2021)
- Limitless con Chris Hemsworth (Limitless) - serie TV, 7 episodi (2022)

## Trasmissioni televisive
- Dancing with the Stars Australia – talent show, 9 puntate (2006)

## Riconoscimenti
- Premio BAFTA
  - 2012 – Candidatura alla miglior stella emergente[28]

- Critics' Choice Awards
  - 2018 – Candidatura al miglior attore in un film commedia per Thor: Ragnarok[29]

- Critics' Choice Super Awards
  - 2021 – Candidatura al miglior in un film d'azione per Tyler Rake

- E! People's Choice Awards
  - 2012 – Candidatura al supereroe preferito per Thor
  - 2013 – Star preferita in un film d'azione
  - 2013 – Candidatura al supereroe preferito in un film per The Avengers
  - 2013 – Candidatura alla migliore "alchimia" in un film per e Biancaneve e il cacciatore (condiviso con Kristen Stewart)
  - 2014 - Candidatura all'attore preferito in un film drammatico
  - 2016 - Attore preferito in un film d'azione[30]
  - 2017 – Candidatura all'attore preferito in un film commedia[31]
  - 2018 – Candidatura alla miglior star maschile in un film per Avengers: Infinity War
  - 2018 – Candidatura alla miglior star in un film drammatico per 12 Soldiers
  - 2018 – Candidatura alla miglior star in un film d'azione per Avengers: Infinity War
  - 2019 - Candidatura alla miglior star maschile in un film per Avengers: Endgame
  - 2020 – Miglior star in un film d'azione per Tyler Rake[32]
  - 2020 – Candidatura alla miglior star maschile in un film per Tyler Rake
  - 2022 - Miglior star maschile in un film per Thor: Love and Thunder[33]
  - 2022 - Candidatura alla miglior star in un film d'azione per Thor: Love and Thunder

- MTV Movie & TV Awards
  - 2012 – Candidatura al miglior eroe per Thor
  - 2013 – Miglior combattimento per The Avengers
  - 2014 - Candidatura al miglior eroe per Thor: The Dark World
  - 2014 - Candidatura alla miglior performance senza maglietta per Thor: The Dark World
  - 2016 – Candidatura al miglior bacio per Come ti rovino le vacanze (condiviso con Leslie Mann)[34]
  - 2018 – Candidatura al miglior combattimento per Thor: Ragnarok

- Nickelodeon Kids' Choice Awards
  - 2013 – Candidatura all'attore "tosto" preferito per The Avengers
  - 2016 – Candidatura al miglior attore in un film per Avengers: Age of Ultron
  - 2017 – Miglior attore in un film per Ghostbusters
  - 2017 – Candidatura all'attore "tosto" preferito per Il cacciatore e la regina di ghiaccio
  - 2018 - Candidatura al miglior attore in un film per Thor: Ragnarok
  - 2019 - Candidatura al miglior attore in un film per Avengers: Infinity War
  - 2020 - Candidatura al miglior attore in un film per Men in Black: International
  - 2020 - Candidatura al miglior attore in un film per Avengers: Endgame
  - 2020 - Candidatura al miglior supereroe in Avengers: Endgame

- Teen Choice Awards
  - 2011 – Candidatura al miglior attore esordiente in un film per Thor
  - 2012 – Miglior attore dell'estate per The Avengers e Biancaneve e il cacciatore
  - 2012 – Candidatura al miglior attore in un film sci-fi/fantasy per The Avengers
  - 2013 – Candidatura al miglior attore in film d'azione per Red Dawn - Alba rossa
  - 2014 – Candidatura al miglior attore in un film sci-fi/fantasy per Thor: The Dark World
  - 2015 – Candidatura al miglior attore in un film drammatico per Blackhat[35]
  - 2015 – Candidatura al miglior attore in un film sci-fi/fantasy per Avengers: Age of Ultron
  - 2016 – Candidatura al miglior attore in un film d'azione per Heart of the Sea – Le origini di Moby Dick[36]
  - 2016 – Candidatura al miglior attore in un film sci-fi/fantasy per Il cacciatore e la regina di ghiaccio
  - 2016 – Candidatura al miglior bacio in un film per Il cacciatore e la regina di ghiaccio (condiviso con Jessica Chastain)
  - 2016 – Candidatura al miglior attore dell'estate per Ghostbusters
  - 2018 - Candidatura al miglior attore in un film sci-fi/fantasy per Thor: Ragnarok
  - 2018 - Candidatura all'uomo più sexy
  - 2019 - Candidatura al miglior attore in un film d'azione per Avengers: Endgame
  - 2019 - Candidatura al miglior attore in un film d'azione per Men in Black: International

## Doppiatori italiani
Nelle versioni in italiano delle opere in cui ha recitato, Chris Hemsworth è stato doppiato da:
- Massimiliano Manfredi in Star Trek, Thor, The Avengers, Biancaneve e il cacciatore, Rush, Thor: The Dark World, Blackhat, Avengers: Age of Ultron, Heart of the Sea - Le origini di Moby Dick, Il cacciatore e la regina di ghiaccio, Doctor Strange, Thor: Ragnarok, Hugo Boss (spot), 12 Soldiers, Avengers: Infinity War, Avengers: Endgame, Men in Black: International, Tyler Rake, True Story, Spiderhead, Thor: Love and Thunder, Limitless con Chris Hemsworth, Tyler Rake 2
- Gianfranco Miranda in Quella casa nel bosco, Come ti rovino le vacanze, Ghostbusters
- Riccardo Rossi in A Perfect Getaway - Una perfetta via di fuga, Interceptor
- Gabriele Lopez in Cash Game - Paga o muori
- Fabio Boccanera in Red Dawn - Alba rossa
- Fabrizio De Flaviis in 7 sconosciuti a El Royale
- Maurizio Merluzzo in Jay e Silent Bob - Ritorno a Hollywood
- Gabriele Sabatini in Furiosa: A Mad Max Saga

Da doppiatore è stato sostituito da:
- Massimiliano Manfredi in Into Darkness - Star Trek, Loki, What If...?, Transformers One